# Liste des supérieurs de l'église Saint-Louis-des-Français de Rome
Depuis 12 siècles, avec des origines qui remontent à Pépin-le-Bref et à Charlemagne, les Français résidant à Rome et les pèlerins de langue française disposent à Rome d’une église et d’un lieu d’accueil. L’actuelle église Saint-Louis-des-Français a été construite entre 1518, date de la pose de sa première pierre, et 1589, date de sa consécration comme église nationale des Français à Rome. Elle est située au cœur de la ville entre le Panthéon et la Place Navona.
Cette liste des supérieurs (appelés aussi curés ou recteurs selon les époques) de l'église Saint-Louis-des-Français de Rome, de 1518 à aujourd'hui, traverse une longue histoire avec des situations et des statuts très différents selon les époques. La liste est non exhaustive. Il y a aussi des époques avec plusieurs recteurs simultanément.

## Liste des supérieurs de l'église Saint-Louis-des-Français de Rome

### Au XVIe siècle
- Henri de Sponde (1568-1643), date ?
- Gaillart H., autour de 1573, date exacte ?
- Philibert Milliet, autour de 1585, date exacte ?
- Louis de Creil, autour de 1592, date exacte ?
- François L'Archiver (1500-1619), nommé curé avant 1600 (date exacte ?) jusqu'à sa nomination comme évêque de Rennes le 17 juin 1602

### Au XVIIe siècle
- Luette, autour de 1684[2]

### Au XVIIIe siècle
- Étienne François Galois, nommé curé en 1733
- Joseph Aymonin, nommé curé en 1774

### Au XIXe siècle
- Henri-Marie de Bonnechose (1800-1883), de novembre 1844 à sa consécration épiscopale le 30 janvier 1848
- Jules Level (1802-1871), du 1er février 1848 à sa mort le 29 janvier 1871
- Ernest de Rayneval (†1878), du 1er octobre 1871 à sa mort le 5 août 1878
- Charles Druon (1836-1892), du 1er décembre 1878 au 15 octobre 1881
- Édouard Puyol (1835-1904), du 15 octobre 1881 au 30 décembre 1890
- Albert d'Armailhacq (1831-1907), du 6 janvier 1891 à sa mort le 2 janvier 1907

### Au XXe siècle
- Joseph Guthlin (1850-1917), du 5 janvier 1907 au 1er octobre 1916
- Auguste Boudinhon (1858-1941), du 1er octobre 1916 à sa mort le 4 juin 1941[3]
- R. P. Raymond-Marie Louis, o.p. (1872-1943), pro-recteur du 10 juin 1941 au 16 août 1943
- André Bouquin (1902-1973), faisant fonction de supérieur de août 1943 à avril 1946
- Louis de Courrèges d'Ustou (1894-1979), nommé le 29 décembre 1945 (entré en fonction le 21 avril 1946) jusqu'à sa nomination au siège de Montauban le 8 septembre 1947
- Claude Flusin (1911-1979), faisant fonction de supérieur du 1er novembre 1947 à son ordination épiscopale le 31 août 1948
- André Baron (1893-1981), du 27 mars 1949 au 15 septembre 1962
- Robert Jacquard (1907-1999), du 15 septembre 1962 au 30 novembre 1977
- Bernard de Lanversin (1923-2004), du 11 décembre 1977 au 5 octobre 1980
- Joseph Madec (1923-2013), nommé le 11 octobre 1980 jusqu'à son ordination épiscopale le 8 février 1983
- Gabriel Vanel (1925-2013), de 1983 jusqu'à sa nomination comme archevêque d'Auch le 21 juin 1985
- André Boissonet (1920-2007), d'octobre 1985 jusqu'à sa nomination comme directeur général de L’Œuvre d'Orient le 1er septembre 1987
- René Séjourné (1930-2018), de 1987 jusqu'à sa nomination comme évêque de Saint-Flour le 13 septembre 1990

- Jacques Braux (1939-2011), de 1990 à 1993
- Jean Madelin (1923-2006), du 1er décembre 1993 à 1998
- Max Cloupet (1930-2005), de 1998 jusqu'à sa mort le 25 mai 2005

### Au XXIe siècle
- Pierre Etienne Pillot (1938-2017), de 2005 à 2008

- Patrick Valdrini (né en 1947), du 19 octobre 2008 au 8 septembre 2011
- François Bousquet (né en 1947), de septembre 2011 au 1er septembre 2020
- Laurent Bréguet (né en 1954), à compter du 1er septembre 2020